# Маньчжуро-корейская война (1627)
Маньчжуро-корейская война 1627 года — первая попытка маньчжуров подчинить своему влиянию Корею.

## Маньчжуро-корейские конфликты
Противостояние Кореи и маньчжуров началось уже на первом этапе внешней экспансии Маньчжурии. В 1619 на помощь минским войскам на Ляодунский полуостров была направлена 13-тыс. армия Кан Хоннипа. В сражениях при Сарху соединённые китайско-монгольско-корейские войска были разгромлены маньчжурами. Корейские части в апреле 1619 сложили оружие и сдались. Маньчжуры как правило обращали пленных в рабство, но на этот раз Нурхаци в качестве жеста доброй воли отпустил корейского военачальника и командиров, а затем отправил послов с предложением отказаться от союза с империей Мин.
Корейское правительство отвергло его предложения. Разбитые в Ляодуне китайские войска укрывались на корейской территории. В конце 1621 Нурхаци направил в Корею 5-тыс. отряд с целью уничтожить войска минского полководца Мао Вэньлуна, отступившие из Ляодуна. Нанеся поражение китайцам, маньчжуры покинули Корею.
В самой Корее внутриполитическое положение оставалось весьма сложным. Катастрофические последствия Имдинской войны не были преодолены даже через четверть века, и ситуация осложнялась борьбой за власть между чиновными группировками. В 1623 партия «западных» произвела вооружённый переворот и взяла власть, но вскоре в её рядах произошёл раскол. Назначенный командовать войсками провинции Пхёнандо военный чиновник Ли Гваль, недовольный распределением должностей, в 1624 поднял мятеж и захватил столицу. Это выступление было подавлено с большим трудом и крайней жестокостью. Сын Ли Гваля и его уцелевшие сторонники в 1625 бежали в Маньчжурию, где были приняты на службу.

## Война
В 1627 хан Абахай предъявил корейскому двору целый список претензий, и 23 февраля отдал приказ о выступлении. Перейдя по льду Амноккан, 30-тысячное маньчжурское войско под командованием двоюродного брата Абахая бэйлэ Амина вторглось в Корею. Проводниками для него служили беглые сторонники Ли Гваля. 1 марта маньчжуры подошли к Ыйчжу. Взяв город, они поголовно перебили гарнизон, а жителей обратили в рабство. Затем был атакован остров Чхольсан, где разгромили войско Мао Вэнь-луна. 2 марта был взят Чжончжу, 5-го войска осадили Хансан и после упорного штурма взяли его. 8 марта пал Анчжу. Половина защитников была перебита, а 10 тыс. солдат взято в плен. Через четыре дня маньчжуры двинулись на Пхеньян, который 13 марта сдался без боя. В тот же день Аминь переправился через реку Тэндоган, и 14-го подошёл к Чунхва. 15 марта туда прибыли послы корейского вана Инджо с предложением переговоров.
В дальнейшем продвижение маньчжурских войск несколько замедлилось. Корейские войска не могли оказать достойного сопротивления, но стычки с отрядами народного ополчения, а также нехватка фуража и продовольствия (население разбегалось и прятало все припасы) создавали затруднения. 21 марта Амин занял Хванчжу, ван с семьей покинул столицу и укрылся на острове Канхвадо. Большая часть жителей также бежала из города. 22 марта маньчжуры заняли Пхёнсань, на следующий день туда прибыло новое корейское посольство, но Аминь, вопреки протестам военачальников, приказал продолжать наступление на Сеул. Недовольные его решением, бэйлэ Юэто и младший брат Амина бэйлэ Цзиргалан со своими войсками отделились от основной армии и отправились в Пхёнсань дожидаться исхода переговоров. После долгих споров 18 апреля на острове Канхвадо был заключён мирный договор, представлявший собой компромисс. Корея и Маньчжурия заключали союз, корейское правительство обязалось платить дань и отказывалось от антиманьчжурской политики, но не порывало и дружбы с Минами.
Несмотря на подписание мира, маньчжурские войска не были полностью выведены с корейской территории. На севере страны оставались тысяча маньчжуров и 2 тысячи монголов, под предлогом борьбы с Мао Вэнь-луном. На обратном пути Амин разрешил своим людям грабить территории, по которым они проходили, несмотря на протесты Юэто и других военачальников, заявивших, что это нарушает условия мира. Пхеньян был отдан войскам на трехдневное разграбление. Лишь после нескольких обращений корейского двора в октябре 1627 последние маньчжурские части были выведены из Кореи.